# Tuching
Tuching ist ein Stadtteil der Großen Kreisstadt Freising im oberbayerischen Landkreis Freising.

## Lage
Tuching liegt an der Hangkante, die den Rand der Münchner Schotterebene bildet. Am Fuß des bewaldeten Hanges fließt die Moosach.

## Geschichte
Der Ort wird erstmals 859/875 als Tuhhinga erwähnt. In den folgenden Jahrhunderten wird der Ort immer wieder im Rahmen von Grundstücksgeschäften erwähnt. Wichtigste Grundbesitzer waren der Bischof von Freising, das Freisinger Domkapitel und das Kloster Neustift. Andere Grundherren waren das Kollegiatstift St. Johannes und für kurze Zeit St. Andrä. Tuching lag auf dem Territorium des Hochstift Freising, die Landeshoheit hatte also der Freisinger Fürstbischof. 
Von 1818 bis 1904 war der Ort Teil der Gemeinde Neustift. Am 1. Januar 1905 kam Tuching mit Neustift zur Stadt Freising.
Tuching hatte am 1. Juli 2008 632 Einwohner.

## Nahverkehr
Tuching ist durch die Buslinie 633 an das Freisinger Nahverkehrsnetz angebunden. Die Buslinie führt vom Bahnhof Freising über die Tuchinger Straße nach Marzling. Es gibt drei Bushaltestellen.